# Arbanats
Arbanats es una población y comuna francesa, situada en la región de Aquitania, departamento de Gironda, en el distrito de Burdeos y cantón de Podensac.

## Demografía
| 483 | 541 | 556 | 652 | 757 | 821 |
| Para los censos de 1962 a 1999 la población legal corresponde a la población sin duplicidades (Fuente: INSEE [Consultar]) |     |     |     |     |     |

## Monumentos
El monumento a los muertos de la guerra de 1914-1918 en Arbanats, es una obra de 1925, del escultor Edmond Chrètien. 44°40′35″N 0°23′39″O / 44.67639, -0.39417